# Palicourea croceoides
Espèce
Synonymes
- Palicourea aurantiaca Miq.[2]
- Palicourea crocea f. heterodoxa Steyerm.[2]
- Palicourea crocea var. riparia (Benth.) Griseb.[3]
- Palicourea martinicensis Standl.[2]
- Palicourea riparia Benth.[2] [3]
- Psychotria croceoides Desv. ex Ham.[2]
- Psychotria subcrocea Müll.Arg.[2]
- Uragoga riparia (Benth.) Kuntze[2]
- Uragoga subcrocea (Müll.Arg.) Kuntze[2]

Palicourea croceoides est une espèce de plantes du genre Palicourea de la famille des Rubiaceae.

## Description

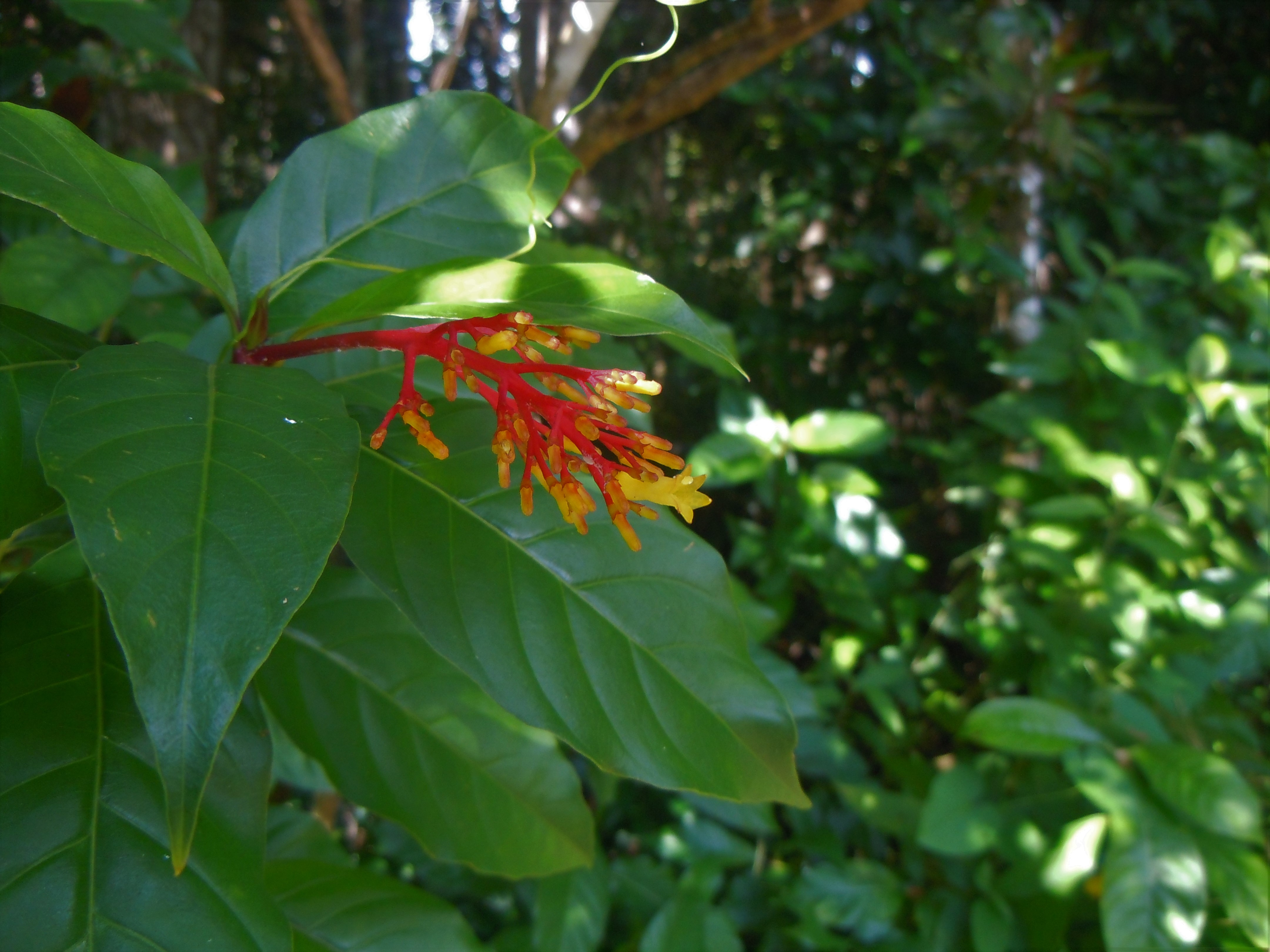
Inflorescence de Palicourea croceoides

- Arbrisseau atteignant une hauteur de 5 mètres, avec des inflorescences inclinées[4].
- Les branches de l'inflorescence sont orange à rouges, les fleurs jaunes à orange. (Ce qui différencie cette espèce de Palicourea crocea, pour laquelle c'est l'inverse)

## Répartition
Forêts primaires humides des Antilles et de Guyane.